# R. F. Delderfield
Ronald Frederick Delderfield (London, 1912. február 12. – Sidmouth, 1972. június 24.) angol regény- és drámaíró.

## Pályája
Családjával 1918 és 1923 között Addiscombe-ban élt. Tanulmányait Bermondsey-ben kezdte, majd magántanuló lett. Később a család Devonba költözött, Derderfield koedukált iskolába került. 1929-ben a néhány évvel korábban apja által megvásárolt Exmouth Chronicle munkatársa, később a lap szerkesztője lett.
Művei alapján számtalan televíziós feldolgozás is készült.

## Művei (válogatás)
- 1945: Worm's Eye View
- 1947: All Over the Town
- 1949: Seven Men of Gascony
- 1956: The Adventures of Ben Gunn
- 1958: The Dreaming Suburb
- 1958: The Avenue Goes to War
- 1960: There was a Fair Maid Dwelling
- 1961: Stop at a Winner
- 1962: The Unjust Skies
- 1963: Mr. Sermon (The Spring Madness of Mr. Sermon cím alatt is)
- 1964: Too Few For Drums
- 1966: A Horseman Riding By
- 1967: Cheap Day Return
- 1968: The Green Gauntlet (A Horseman Riding By folytatása)
- 1969: Come Home, Charlie, and Face Them (Come Home, Charlie cím alatt is)
- 1970: God is an Englishman
- 1972: Theirs was the Kingdom
- 1972: For My Own Amusement (önéletrajzi)
- 1972: To Serve Them All My Days
- 1973: Give Us This Day
- 1979: Diana

## Fordítás
- Ez a szócikk részben vagy egészben  a   R. F. Delderfield című angol Wikipédia-szócikk fordításán alapul.  Az eredeti cikk szerkesztőit annak laptörténete sorolja fel. Ez a jelzés csupán a megfogalmazás eredetét és a szerzői jogokat jelzi, nem szolgál a cikkben szereplő információk forrásmegjelöléseként.